# Беннама, Биллаль
Биллаль Беннама (фр. Billal Bennama; род. 14 июня 1998, Альби, Франция) — французский боксёр-любитель, алжирского происхождения, представитель наилегчайшей весовой категории. Двукратный бронзовый призёр чемпионата мира (2019, 2022), чемпион Европейских игр (2023), чемпион Европы (2022), многократный победитель и призёр международных и национальных первенств в любителях.

## Любительская карьера
Биллаль Беннама выступает в наилегчайших весовых категориях. С 2015 года выступает на международных соревнованиях по боксу.
На Европейских играх в Минске принял участие, но уже во втором поединке уступил болгарину Даниелю Асенову.
На чемпионате мира 2019 года в Екатеринбурге, Биллаль дошёл до полуфинала в котором уступил боксёру из Узбекистана Шахобиддину Зоирову и завоевал бронзовую медаль чемпионата мира.